# Валентина Веццалі
Марі́я Валентина Вецца́лі (іт.: Maria Valentina Vezzali; *14 лютого 1974 року, Єзі, Італія) — італійська фехтувальниця (рапіра). П'ятиразова олімпійська чемпіонка, десятиразова чемпіонка світу, найтитулованіша рапіристка в історії спорту. Перша рапіристка, яка виграла індивідуальну першість на трьох Олімпійських іграх поспіль.

## Атланта-1996
В 1/8 фіналу Веццалі виграла у росіянки Ольги Вєлічко (15:13), у чвертьфіналі — в американки Енн Марш (15:10), у півфіналі — у француженки Лорен Моден-Сессак (15:7). Але у фіналі турніру Веццалі не змогла переграти румунку Лауру Бадю — 10:15.
Але у командному турнірі Веццалі змогла відігратися. Після перемоги у чвертьфіналі над збірною Китаю (45:24) та у півфіналі над збірною Угорщини (45:42) на італійок у фіналі чекала збірна Румунії з Лаурою Бадя. Італія впевнено виграла — 45:33, а Валентина Веццалі вперше стала олімпійською чемпіонкою.

## Сідней-2000
На другі свої Олімпійські ігри Веццалі їхала у ранзі фаворитки турніру і виправдала це звання, здобувши золоту нагороду як в особистому, так і в командному тірнірі. В 1/4 фіналу Веццалі переграла румунку Реку Сабо — 9:8, у півфіналі потрапила на свою кривдницю на Олімпійських іграх в Атланті, Лауру Бадю, і впевнено здолала її — 15:8. У фіналі перемогла німкеню Риту Кеніг — 15:5.
Командний турнір для збірної Італії пройшов рівно, і італійки очіковано стали чемпіонками. У чвертьфіналі була обіграна збірна України — 45:39, у півфіналі — збірна США (45:38), а у фіналі — збірна Польщі (45:36).

## Афіни-2004
На афінських Олімпійських іграх Веццалі захистила свій чемпіонський титул. У фіналі вона зустрічалася зі своєю співвітчизнецею, Джованною Трілліні. У першому раунді суперниця лише одного разу змогла нанести укол Веццалі, але у другому Веццалі почала поступатися і перед третім раундом рахунок був рівним — 6:6. Веццалі зібралася і нанесла три уколи без відповіді.
Командних змагань рапіристок в програмі ігор не було, чемпіонат світу з цієї дисципліни пройшов у червні в Нью-Йорку, перемогу там святкувала італійська збірна з Валентиною Веццалі.

## Пекін-2008
У фіналі індивідуальної першості Веццалі перемогла кореянку Нам Хьюн Хі — 6:5, і стала п'ятиразовою олімпійською чемпіонкою. Таким чином Веццалі стала найтитулованішою жінкою-фехтувальницею в історії Олімпійських ігор.
У чвертьфіналі командної першості італійки переграли господарок турніру, рапіристок Китаю, — 37:24. Але півфінальна зустріч зі збірною Росії вийшла набагато складнішою. Команди йшли очко в очко, і в останній дев'ятій дуелі Веццалі змогла відіграти три уколи у Світлани Бойко і зрівняти рахунок — 21:21. Але на 12-й секунді овертайму Бойко провела комбінацію, Веццалі відповіла, та виявити переможницю відразу не вдалося — загорілося обидва світлові сигнали і доля матчу вирішувалася за допомогою суддівського рішення. Укол був зарахований на користь російської збірної. У матчі за третє місце італійки переграли угорок (32:23), а Валентина Веццалі здобула свою сьому олімпійську нагороду.

## Кубок світу
Валентина Веццалі 12 разів ставала володаркою Кубка світу (1995/96, 1996/97, 1998/99, 1999/2000, 2000/01, 2001/02, 2002/03, 2003/04, 2005/06, 2006/07, 2007/08, 2008/09.
2002 рік — на турнірі в Коме Веццалі потрапила до фіналу, але разом зі своєю суперницею по фіналу, Сабіною Бау, не вийшла на фінальний бій на знак протесту проти виключення командного турніру рапіристок з програми Олімпійських ігор в Афінах.
Закінчити свою кар'єру планує після Олімпійських ігор у Лондоні, де вона сподівається стати прапороносицею італійської олімпійської збірної.

## Житєпис
Названа Велентиною на честь Дня святого Валентина, в який народилася.
Одружена з італійським футболістом Доменіко Джуліано. Має сина П'єтро, після народження якого швидко відновила форму і на чемпіонаті світу 2005 року знову здобула чемпіонство.
Хобі — кіно, теніс, вітрильники, читання.
У 2006 році була видана автобіографія Валентини Веццалі «A volto scoperto» («З незакритим обличчям»), написана у співавторстві з Катеріною Лучетті.

## Державні нагороди
- Командор ордена «За заслуги перед Італійською Республікою» — 3 жовтня 2000 року.
- Великий офіцер ордена «За заслуги перед Італійською Республікою» — 5 вересня 2008 року.

## Інтернет джерела
- Профіль на сайті www.nahouw.net
- Офіційний сайт. [Архівовано 7 січня 2004 у Wayback Machine.]
- Профіль на сайті FIE [Архівовано 29 липня 2012 у Wayback Machine.]